# 林斯
林斯是巴西圣保罗州的一个市镇。总面积571.442平方公里，总人口81982人，人口密度143.5人/平方公里。